# Fido film
Fido film var ett svenskt företag som arbetade med animation och VFX och som grundades 1999. Bolaget gick i juni 2017 ihop med VFX- & Animationsstudion Bläck (med särskilt fokus mot spelbranschen) motion capture-studion Imagination Studios och Pixel Grinder under namnet "Goodbye Kansas Studios". Goodbye Kansas har sitt huvudkontor på Södermalm i Stockholm, och har också studios och kontor i London, Los Angeles, Hamburg och Uppsala.
Företaget arbetar med digitala effekter till både reklam- och långfilm. På meritlistan finns bl.a. minihästen Vinnie i de FLX-producerade reklamfilmerna för ATG samt flera David Attenborough-projekt om utdöda djur. Arbetet med Attenboroughs Natural History Museum Alive resulterade i en BAFTA-nominering 2014. Fido arbetade med effekter till The Walking Dead från säsong 6 och Fear the Walking Dead från säsong 2 och fortsätter att göra detta under sitt nya namn "Goodbye Kansas"

## Filmer och TV-serier som Fido arbetat med (urval)
- The Walking Dead
- Fear the Walking Dead
- Kon-Tiki[8]
- League of Gods[9]
- Känn ingen sorg[10]
- Underworld: Awakening[11]
- Frostbiten[12]
- Kautokeinoupproret[12]
- Låt den rätte komma in[12]
- Kick-Ass[13]
- Åsa-Nisse – wälkom to Knohult[12]
- Hotell Gyllene Knorren - Filmen[11]
- Attack the Block[14]